# Notiphila pokuma
Notiphila pokuma är en tvåvingeart som beskrevs av Cresson 1947. Notiphila pokuma ingår i släktet Notiphila och familjen vattenflugor. Inga underarter finns listade i Catalogue of Life.